# Ford F-4000
O Ford F-4000 é um caminhão utilitário produzido pela Ford Caminhões no Brasil desde 1975.
Pode ser utilizado para transporte de carga seca, de botijões de gás, podendo ser acoplado à furgões isotérmicos, frigoríficos ou de alumínio, ou com cesto aéreo para a manutenção de redes de energia.